# Berthold Ier de Teck
Berthold Ier de Teck est un évêque de Strasbourg né vers la fin du XIIe siècle et mort le 9 octobre 1244. Son épiscopat dure de 1223 à sa mort et est marqué par un renforcement de la puissance financière et politique de l’évêché, qui devient l’un des plus riches du Saint-Empire romain germanique. Cette période marque aussi un tournant artistique avec l’introduction du gothique rayonnant sur le chantier de la cathédrale de Strasbourg.

## Biographie
Né dans la famille des ducs de Teck, une branche cadette de la maison de Zähringen, vers la fin du XIIe siècle, Berthold de Teck est probablement le fils d’Adalbert II de Teck. Sa jeunesse et le début de sa carrière ecclésiastique sont presque totalement inconnus, si ce n’est qu’il est possible qu’il ait été grand camérier en 1216. Il est élu évêque de Strasbourg à la mort de Henri II de Veringen en 1223.
L’épiscopat de Berthold de Teck est marqué par un important accroissement foncier de l’évêché de Strasbourg, qui devient l’un des plus riches du Saint-Empire. À la mort de la comtesse Gertrude de Dabo en 1225, il fait valoir ses droits sur ses terres situées dans le diocèse de Strasbourg, qui comprennent de nombreux châteaux avec leurs dépendances. Pour obtenir gain de cause, il n’hésite pas à faire la guerre aux Ferrette pour récupérer Eguisheim et aux Linange pour mettre la main sur les châteaux du Bernstein et du Girbaden.
Il s’aliène également les Hohenstaufen, d’autant qu’il est un farouche défenseur du pape Grégoire IX et l’un des seuls évêques du Saint-Empire à appliquer les mesures prises par la papauté contre l’empereur Frédéric II. Ses ennemis se regroupent en une coalition contre lui, qu’il bat à Blodelsheim en 1228,.
La levée de l’excommunication de l’empereur et les divisions entre celui-ci et son fils Henri VII lui permettent d’agrandir encore son domaine au début des années 1230. Il obtient ainsi en 1232 de Heinrich de Werde sous forme de fief oblat Uttenheim, Bolsenheim, Ehl, et une partie du château de Werde. Henri VII en fait par ailleurs en 1234 le suzerain la région de Thann.
En 1236, il signe enfin un traité de paix avec l’empereur. La réconciliation semble n’avoir été qu’une façade, puisque que dès 1238 il est en contact avec l’envoyé du pape Albert Behaim pour miner le pouvoir impérial en Allemagne. Il meurt toutefois le 9 octobre 1244 sans avoir pu mettre ses plans à exécution. Il est enterré dans la chapelle Saint-André de la cathédrale de Strasbourg.

## Politique religieuse
Dans le domaine religieux, Berthold de Teck favorise les ordres mendiants en permettant l’installation dans sa ville des Franciscains en 1222 et des Dominicains en 1224. Néanmoins, les succès économiques de Berthold de Teck sont contrebalancés par le poids grandissant de la noblesse dans les organisations religieuses. Les chanoines du grand chapitre de la cathédrale ne sont ainsi plus que recrutés dans la haute noblesse et cherchent à s’affranchir de plus en plus de l’autorité de l’évêque. Les chapitres ruraux se développent également dans les campagnes à partir de 1337.
Dans la construction religieuse, son épiscopat est notable par l’introduction du gothique rayonnant et du style français sur le chantier de la cathédrale de Strasbourg. C’est ainsi pendant cette période que sont construits le pilier des Anges et le portail du bras sud du transept avec les statues de l’Église et de la Synagogue.